# Giancarlo Baghetti
Giancarlo Baghetti (Milán, Reino de Italia; 25 de diciembre de 1934-Milán, Italia; 27 de noviembre de 1995) fue un piloto italiano de automovilismo. Compitió en Fórmula 1 entre 1961 y 1967, obteniendo una única victoria, en el Gran Premio de Francia de 1961.

## Carrera deportiva
Perteneciente a una rica familia de industriales de Milán, empezó a correr en 1956 sin mucho éxito. Tras un acuerdo entre la FISA (Federazione Italiana de Scuderie Automobilistiche) y Ferrari, participó en carreras de Fórmula 1 con un Ferrari 156.
Baghetti ganó los dos primeros Grandes Premios no puntuables para el campeonato del mundo en los que participó: Siracusa en abril y Nápoles en mayo. El primero de ellos contó con los pilotos más destacados del momento, incluyendo Jack Brabham, Jim Clark o Graham Hill.
En junio, en su primer Gran Premio oficial, consiguió la victoria con el Ferrari 156 en el circuito de Reims, adelantando en la meta a Dan Gurney. En 1962 fichó por la Scuderia Ferrari y acabó dos veces en puntos. Luego fichó por las escuderías ATS y Centro Sud, entre otras, pero no volvió a obtener resultados destacados.
A partir de 1968 trabajó como fotógrafo de moda y publicista. Murió en 1995 a causa de un cáncer.

## Resultados

### Fórmula 1
(Clave) (negrita indica pole position) (cursiva indica vuelta rápida)

| Año     | Escudería                   | 1      | 2       | 3       | 4     | 5       | 6       | 7       | 8       | 9       | 10  | 11  | Pos. | Puntos |
| ------- | --------------------------- | ------ | ------- | ------- | ----- | ------- | ------- | ------- | ------- | ------- | --- | --- | ---- | ------ |
| 1961    | FISA                        | MON    | NED     | BEL     | FRA 1 |         |         |         |         |         |     |     | 9.º  | 9      |
| 1961    | Scuderia Sant Ambroeus      |        |         |         |       | GBR Ret | GER     | ITA Ret | USA     |         |     |     | 9.º  | 9      |
| 1962    | Scuderia Ferrari            | NED 4  | MON     | BEL Ret | FRA   | GBR     | GER 10  | ITA 5   | USA     | RSA     |     |     | 11.º | 5      |
| 1963    | Automobili Turismo e Sport  | MON    | BEL Ret | NED Ret | FRA   | GBR     | GER     | ITA 15  | USA Ret | MEX Ret | RSA |     | NC   | 0      |
| 1964    | Scuderia Centro Sud         | MON WD | NED 10  | BEL 8   | FRA   | GBR 12  | GER Ret | AUT 7   | ITA 8   | USA     | MEX |     | NC   | 0      |
| 1965    | Brabham Racing Organisation | RSA    | MON     | BEL     | FRA   | GBR     | NED     | GER     | ITA Ret | USA     | MEX |     | NC   | 0      |
| 1966    | Reg Parnell Racing Ltd      | MON    | BEL     | FRA     | GBR   | NED     | GER     | ITA NC  | USA     | MEX     |     |     | NC   | 0      |
| 1967    | Team Lotus                  | RSA    | MON     | NED     | BEL   | FRA     | GBR     | GER     | CAN     | ITA Ret | USA | MEX | NC   | 0      |
| Fuente: |                             |        |         |         |       |         |         |         |         |         |     |     |      |        |